# Dikmen (Sinop)
Dikmen est une ville et un district de la province de Sinop dans la région de la mer Noire en Turquie.